# Виллер-Котре (кантон)
Виллер-Котре (фр. Villers-Cotterêts) — кантон во Франции, находится в регионе О-де-Франс, департамент Эна. Расположен на территории двух округов: пятьдесят шесть коммун входят в состав округа Суасон, двадцать — в состав округа Шато-Тьерри.

## История
До 2015 года в состав кантона входили коммуны Ансьенвиль, Арамон, Вивьер, Виллер-Котре, Виллер-Элон, Дамплё, Корси, Куайоль, Ларньи-сюр-Отон, Лонпон, Луатр, Монгобер, Норуа-сюр-Урк, Пюизё-ан-Рец, Ретёй, Суси, Тайфонтен, Уаньи-ан-Валуа, Фавроль и Флёри.
В результате реформы 2015 года состав кантона был изменен. В него вошли упраздненные кантоны Нёйи-Сен-Фрон и Ульши-ле-Шато.

## Состав кантона с 22 марта 2015 года
В состав кантона входят коммуны (население по данным Национального института статистики за 2018 г.):
- Амбриеф (70 чел.)
- Ансьенвиль (73 чел.)
- Арамон (578 чел.)
- Армантьер-сюр-Урк (102 чел.)
- Арси-Сент-Реститю (406 чел.)
- Артен-э-То (358 чел.)
- Бёньё (111 чел.)
- Бийи-сюр-Урк (210 чел.)
- Бонвалин (228 чел.)
- Брени (243 чел.)
- Брюмец (203 чел.)
- Бюзанси (193 чел.)
- Бюсьяр (155 чел.)
- Вивьер (392 чел.)
- Виллер-Котре (10 676 чел.)
- Виллер-Элон (212 чел.)
- Вильмонтуар (185 чел.)
- Вишель-Нантёй (83 чел.)
- Вьерзи (421 чел.)
- Ганделю (686 чел.)
- Гран-Розуа (302 чел.)
- Даммар (370 чел.)
- Дамплё (396 чел.)
- Друази (77 чел.)
- Корси (300 чел.)
- Крамай (145 чел.)
- Куайоль (358 чел.)
- Куршан (86 чел.)
- Кюири-Ус (101 чел.)
- Ла-Круа-сюр-Урк (100 чел.)
- Ла-Ферте-Милон (2 077 чел.)
- Ларньи-сюр-Отон (245 чел.)
- Латийи (205 чел.)
- Ле-Плесье-Юлё (70 чел.)
- Лиси-Клиньон (74 чел.)
- Лонпон (255 чел.)
- Лонуа (100 чел.)
- Луатр (194 чел.)
- Мааст-э-Вьолен (147 чел.)
- Маконьи (70 чел.)
- Маризи-Сен-Мар (50  чел.)
- Маризи-Сент-Женевьев (132 чел.)
- Мон (102 чел.)
- Монгобер (194 чел.)
- Монгрю-Сент-Илер (32 чел.)
- Монтиньи-л’Алье (273 чел.)
- Монтье (159 чел.)
- Мюре-э-Крут (114 чел.)
- Нантёй-су-Мюре (104 чел.)
- Нёйи-Сен-Фрон (2 075 чел.)
- Норуа-сюр-Урк (128 чел.)
- Отвен (163 чел.)
- Парси-э-Тиньи (258 чел.)
- Пасси-ан-Валуа (140 чел.)
- Прие (53 чел.)
- Пюизё-ан-Рец (215 чел.)
- Ретёй (349 чел.)
- Розе-Сент-Альбен (315 чел.)
- Розьер-сюр-Криз (224 чел.)
- Сен-Жангульф (149 чел.)
- Сен-Реми-Бланзи (221 чел.)
- Сийи-ла-Потри (124 чел.)
- Сомлан (61 чел.)
- Суси (89 чел.)
- Тайфонтен (277 чел.)
- Торси-ан-Валуа (71 чел.)
- Троэн (221 чел.)
- Уаньи-ан-Валуа (158 чел.)
- Ульши-ла-Виль (125 чел.)
- Ульши-ле-Шато (819 чел.)
- Фавроль (322 чел.)
- Флёри (132 чел.)
- Шакриз (363 чел.)
- Шези-ан-Орксуа (397 чел.)
- Шодён (250 чел.)
- Шуи (371 чел.)

## Политика
На президентских выборах 2022 г. жители кантона отдали в 1-м туре Марин Ле Пен 38,4 % голосов против 21,1 % у Эмманюэля Макрона и 16,9 % у Жана-Люка Меланшона; во 2-м туре в кантоне победила Ле Пен, получившая 58,9 % голосов. (2017 год. 1 тур: Марин Ле Пен – 35,6 %, Франсуа Фийон и Жан-Люк Меланшон – по 17,3 %, Эмманюэль Макрон – 17,1 %; 2 тур: Ле Пен – 52,8 %. 2012 год. 1 тур: Марин Ле Пен — 28,3 %, Николя Саркози — 25,9 %, Франсуа Олланд — 23,0 %; 2 тур: Саркози — 52,8 %).
С 2021 года кантон в Совете департамента Эна представляют член совета города Виллер-Котре Жанна Дуайес Руссель (Jeanne Doyez Roussel) и мэр коммуны Отвен Патрис Лазаро (Patrice Lazaro ) (оба — Разные центристы).
|                | Кандидаты                          | Партия                   | Первый тур | Первый тур     | Второй тур | Второй тур |
| Кол-во голосов | Кандидаты                          | Партия                   | % голосов  | Кол-во голосов | % голосов  |            |
| -------------- | ---------------------------------- | ------------------------ | ---------- | -------------- | ---------- | ---------- |
|                | Жанна Дуайес Руссель Патрис Лазаро | Разные центристы         | 3 527      | 49,17          | 3 782      | 50,16      |
|                | Вероник Бертен Франк Бриффо        | Национальное объединение | 3 646      | 50,83          | 3 758      | 49,84      |

|                | Кандидаты                       | Партия                        | Первый тур | Первый тур     | Второй тур | Второй тур |
| Кол-во голосов | Кандидаты                       | Партия                        | % голосов  | Кол-во голосов | % голосов  |            |
| -------------- | ------------------------------- | ----------------------------- | ---------- | -------------- | ---------- | ---------- |
|                | Франк Бриффо Мартин Пигони      | Национальный фронт            | 4 955      | 44,80          | 5 549      | 51,89      |
|                | Изабель Вассёр Андре Риго       | Союз за народное движение     | 2 546      | 23,02          | 5 144      | 48,11      |
|                | Мишель Лавьолетт Даниэль Фонтен | Союз демократов и независимых | 1 928      | 17,43          |            |            |
|                | Кристьян Дюфур Даниэль Жертено  | Разные левые                  | 1 631      | 14,75          |            |            |

|  | Кандидат         | Партия                  | % голосов |
|  | ---------------- | ----------------------- | --------- |
|  | Мишель Лавьолетт | Радикальная партия      | 45,96     |
|  | Жан-Клод Пьерр   | Социалистическая партия | 36,47     |
|  | Франк Бриффо     | Национальный фронт      | 17,56     |